# Досмухамбетов, Темирхан Мынайдарович
Темирхан Мынайдарович Досмухамбетов (каз. Темірхан Мыңайдарұлы Досмұхамбетов; 8 марта 1949, Орджоникидзевский район, Кустанайская область — 1 ноября 2021) — министр туризма и спорта Республики Казахстан, аким города Астана в 2003—2004 годах. Кандидат педагогических наук. Президент Национального олимпийского комитета Республики Казахстан.

## Образование
Образование высшее.
1. Окончил Казахский государственный институт физической культуры — преподаватель физического воспитания (Алма-Ата)
2. Казахский национальный университет — юрист, (Алма-Ата).

- Кандидат педагогических наук.
- Профессор, по специальности педагогика.

Темирханов Досмухамбетовым были разработаны и внедрены:
- организационно-педагогическая структура взаимодействия в работе спортклуба и кафедры физвоспитания КазГУ;
- методика и средства тренировки высококвалифицированных борцов;
- структура, методика и содержание подготовки борцов дзюдо;
- создана баскетбольная женская команда.

## Биография
Родился 8 марта 1949 года в селе Мениславка Кустанайской области, Казахстан.
С 1972 по 1973 годы — служил в рядах Советской Армии. С 1973 по 1985 годы — преподаватель, старший преподаватель КазГУ. Председатель спортклуба, директор оздоровительного лагеря на Иссык-Куле.
С 1985 по 1991 годы — председатель Казахского Республиканского Совета ВДСО «Трудовые резервы».
С 1991 по 1996 годы — генеральный директор национальной компании «Интурист Казахстан», президент Государственной акционерной компании по туризму «Яссауи».
С февраля 1996 года по апрель 1997 года — министр по делам молодёжи, туризма и спорта РК. Со 2 апреля 1997 по 14 ноября 1997 года — директор департамента туризма и спорта Министерства образования и культуры РК. С 14 ноября 1997 по сентябрь 1998 года — председатель комитета туризма и спорта Министерства образования, культуры и здравоохранения РК.
С сентября 1998 по июнь 2003 года — управляющий делами президента РК. С июня 2003 по март 2004 года — аким города Астана. С марта 2004 по март 2006 года — управляющий делами президента РК. С марта 2006 года — министр туризм и спорта РК. Также с 2006 года — президент Национального олимпийского комитета Республики Казахстан.
В соответствии с действующей Конституцией Республики Казахстан с момента вступления в должность избранного президента Республики Казахстан прежнее правительство подаёт в отставку, что и произошло 8 апреля 2011 года.
Являлся Депутатом Верховного Совета Казахской ССР XII созыва.
Скончался 1 ноября 2021 года.

## Награды и звания
- Орден «Барыс» II степени (2003)[3];
- Почётное звание «Қазақстан еңбек сіңірген қайраткері» (Заслуженный деятель Казахстана);
- Юбилейная медаль «Астана»;
- Юбилейная медаль «10 лет независимости Казахстана»;
- Юбилейная медаль «10 лет Конституции Казахстана»;
- Юбилейная медаль «10 лет Парламенту РК»;
- Юбилейная медаль «10 лет Астане» (2008)[4]
- Орден Дружбы народов;
- Орден Дружбы (12 декабря 2004 года, Россия) — за большой вклад в укрепление дружбы и сотрудничества между Российской Федерацией и Республикой Казахстан[5];
- «Заслуженный тренер СССР»,
- «Заслуженный тренер Казахской ССР»;
- Две грамоты Верховного Совета Казахской ССР;
- Почётный гражданин города Астаны (3 июля 2009 года)[6]
- Золотая медаль «Инженерная слава» (Международная инженерная академия, 2016)[7]
- Государственная премия Республики Казахстан в области науки и техники имени аль-Фараби за цикл работ на тему «Новые инновационные достижения в развитии животноводства (скотоводство, овцеводство, коневодство, верблюдоводство, ветеринария)» Указ президента РК от 10 декабря 2019 года.[8]
- 2021 (19 сентября) — звания «Почётный гражданин города Алматы»;[9]
- Медаль «МПА СНГ. 25 лет» (27 марта 2017 года, Межпарламентская ассамблея СНГ) — за заслуги в деле развития и укрепления парламентаризма, за вклад в развитие и совершенствование правовых основ функционирования Содружества Независимых Государств, укрепление международных связей и межпарламентского сотрудничества[10]

## Семья
Жена: Жумабекова Сауле Амировна.
Дети: дочь (Алия, 1975 г.р.), сын Чингиз (1982 г.р.).

## Кража
В августе 2017 года телеканал КТК сообщил, что в Алма-Ате бандиты ограбили коттедж, принадлежавший Досмухамбетову: они вынесли 3 миллиона долларов, 50 тысяч евро и наручные часы стоимостью 50 миллионов тенге. Досмухамбетов утверждал, что отказался и от дома, и от ценностей. Тем не менее, через год трое подозреваемых были приговорены к срокам от 6 до 7 лет лишения свободы за кражу, а их имущество на 400 000 долларов суд постановил передать потерпевшим Уразбаеву и Досмухамбетову.